# 금호동 (속초시)
금호동(琴湖洞)은 대한민국 강원특별자치도 속초시의 동이다.

## 개요
금호동은 중심도로인 국도 제7호선을 끼고 상가와 금융기관이 밀집되어 있고 전국 1700여개 재래시장 중 중소기업청 지정 문화관광형 시장에 선정, 육성되는 영북지역 최대의 재래시장인 중앙종합 시장이 있어 지역 경제의 중심 기능을 담당하고 있다.

## 법정동
- 금호동
- 중앙동(中央洞)

## 교육
- 속초해랑중학교
- 중앙초등학교

## 시설
- 속초시청
- 속초시의회